# Jurançon
Jurançon é uma comuna francesa na região administrativa da Nova Aquitânia, no departamento dos Pirenéus Atlânticos. Estende-se por uma área de 18,8 km². Em 2010 a comuna tinha 7 342 habitantes (densidade: 390,5 hab./km²).